# Chaetops frenatus
Il saltarocce del Capo (Chaetops frenatus (Temminck, 1826)) è un uccello passeriforme della famiglia Chaetopidae.

## Etimologia
Il nome scientifico della specie, frenatus, deriva dal latino e significa "munito di redini", in riferimento alla livrea: il nome comune di questi uccelli è invece un riferimento al loro areale.

## Descrizione

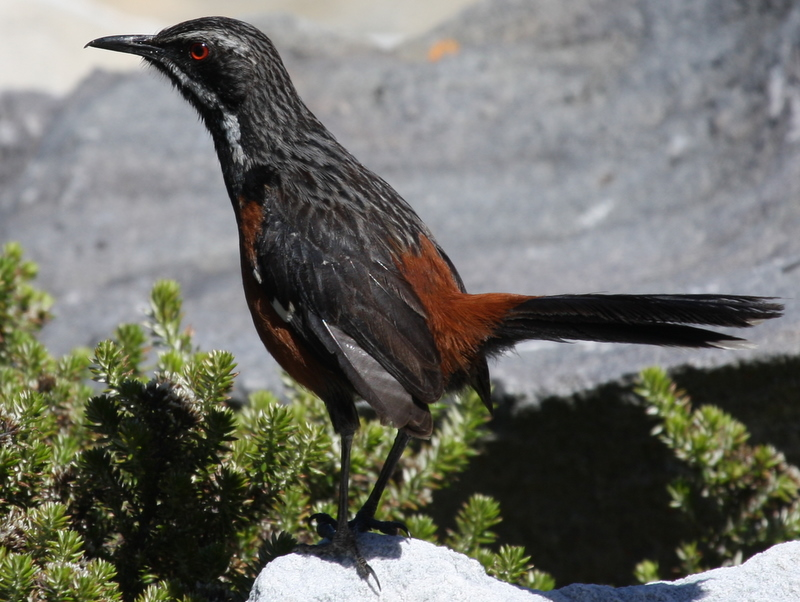
Esemplare nei pressi del Capo di Buona Speranza.

### Dimensioni
Misura 23–25 cm di lunghezza, per 54-60 g di peso.

### Aspetto
Si tratta di uccelli dalla testa appiattita, con becco sottile e appuntito, forti zampe con robusti artigli, ali arrotondate e coda lunga e di forma ovale dai margini sfrangiati.
Il piumaggio è nero su gola, parte superiore del petto, remiganti, copritrici (queste ultime con orli bianchi) e coda (anch'essa con penne dalle punte bianche): bianca è anche una banda che dai lati del becco raggiunge gli occhi a formare una mascherina, ed assottigliandosi continua attraverso i lati del collo fino alle spalle. La testa presenta inoltre un sopracciglio ed un mustacchio bianco ai lati del becco, mentre fronte, vertice, nuca, dorso e ali sono di colore grigio-nerastro con orli più chiari a dare un effetto screziato. Petto, ventre, sottocoda e codione, infine, sono di un caldo colore bruno-rossiccio.

Il dimorfismo sessuale è presente ma non estremo, con femmine dalla colorazione (specialmente le parti nere) meno brillante e definita rispetto ai maschi.
In ambedue i sessi il becco e le zampe sono di colore nerastro, mentre gli occhi sono di colore rosso scuro.

## Biologia

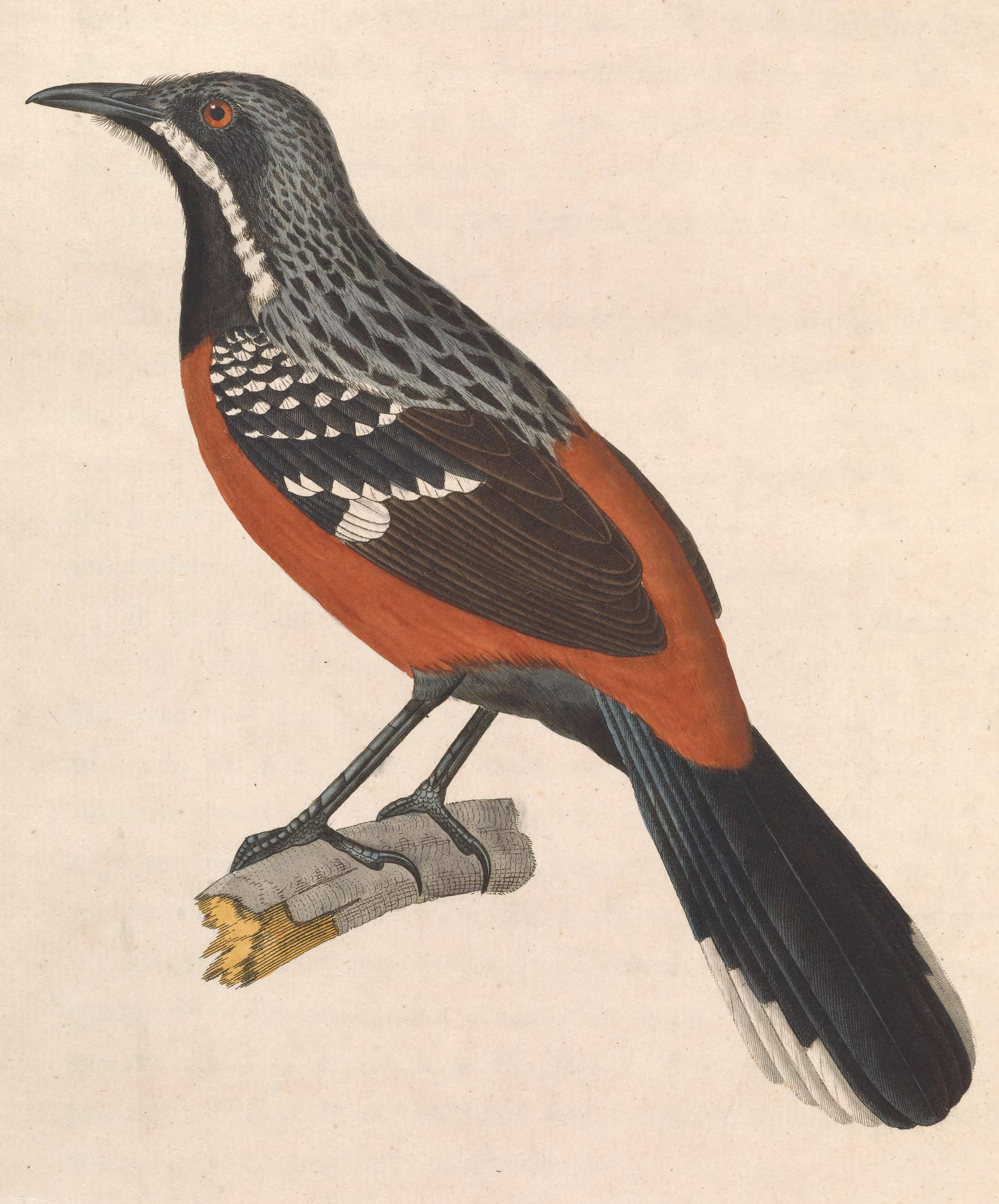
Illustrazione di maschio adulto.

Si tratta di uccelli diurni, che vivono in gruppi familiari comprendenti una coppia riproduttrice coi figli di varie covate precedenti, per un totale di 4-11 individui: pur essendo in grado di volare, questi uccelli passano la stragrande maggioranza della giornata al suolo, occupando un territorio ben definito di 4-11 ettari.

### Alimentazione
È una specie in larga parte insettivora, che si nutre prevalentemente di grossi insetti terrestri e bruchi, ma che può cibarsi anche di insetti volanti, altri invertebrati e piccoli vertebrati.

### Riproduzione
Il periodo degli amori va da luglio a gennaio, con picchi delle schiuse in settembre e ottobre: si tratta di uccelli rigidamente monogami.
Il nido viene costruito al suolo da ambedue i partner, intrecciando a coppa fibre vegetali: al suo interno la femmina depone 2-3 uova, che vengono covate per 19-21 giorni, quando schiudono pulli ciechi ed implumi, che divengono in grado di allontanarsi dal nido in maniera definitiva attorno al mese di vita.

Nel saltarocce del Capo non di rado all'evento riproduttivo partecipano anche gli altri membri del gruppo, i quali si alternano ai genitori nel nutrire i nidiacei (che in genere sono loro fratelli minori) e, nel caso delle femmine, talvolta anche nella cova.

## Distribuzione e habitat
Il saltarocce del Capo è endemico del Sudafrica, del quale (come intuibile dal nome comune) occupa la porzione sud-occidentale (provincia del Capo Occidentale e area di Port Elizabeth nel Capo Orientale).
Questi uccelli sono tipici abitatori del fynbos, prediligendo le aree piovose e ben ventilate.